# Санкаре, Юнус
Юнус Санкаре (фр. Younousse Sankharé; 10 сентября 1989, Сарсель, Франция) — французский и сенегальский футболист. Играет на позициях центрального и опорного полузащитника. На молодёжном уровне выступал за сборную Франции, являлся игроком национальной сборной Сенегала.

## Клубная карьера
Санкаре является воспитанником столичного клуба «Пари Сен-Жермен». Выступая за юношескую команду парижского клуба, Юнус в 2006 году стал чемпионом Франции среди игроков до 18 лет. В сентябре 2007 года он заключил с клубом свой первый профессиональный контракт сроком на три года. 6 октября 2007 года в матче с «Ренном» Санкаре дебютировал в чемпионате Франции. В следующие два сезона он играл за «Пари Сен-Жермен» регулярно. В январе 2009 года Санкаре был отдан в аренду на полгода клубу «Реймс», выступавшему во втором дивизионе. После возвращения молодого полузащитника в Париж летом 2009 года новый тренер Антуан Комбуаре стал регулярно давать ему игровую практику. В сезоне 2009/2010 Санкаре сыграл 22 матча в чемпионате Франции и забил первый в своей профессиональной карьере гол, однако большую часть этих матчей он сыграл, выходя на замены. Летом 2010 года Санкаре был отдан в годичную аренду клубу «Дижон» из второй лиги. Юнус помог команде выйти в первую лигу, а летом 2011 года перешёл в «Дижон» уже на постоянной основе. За его переход «Пари Сен-Жермен» получил 500 тыс. евро.
В сезоне 2011/12 «Дижон» не смог удержаться в первой лиге, Санкаре при этом был одним из основных игроков команды. Летом 2012 года футболист рассчитывал продолжить карьеру в «Нанси», однако клубы не смогли согласовать между собой финансовые условия сделки. В итоге сезон 2012/2013 Санкаре начал в составе «Дижона» во второй лиге. В январе 2013 года он был отдан в аренду до конца сезона «Валансьену» с возможностью оформить переход на постоянной основе. За «Валансьен» Юнус сыграл 13 матчей, но клуб не стал выкупать его контракт. Летом 2013 года, после того, как «Дижон» не смог добиться возвращения в элиту французского футбола, Санкаре покинул клуб и за 700 тыс. евро перешёл в «Генгам». Там он на протяжении трёх сезонов являлся одним из основных игроков, в 2014 году помог команде выиграть Кубок Франции.
26 июля 2016 года Санкаре перешёл в «Лилль», с которым заключил контракт на четыре года. Проведя всего шесть месяцев в «Лилле», Санкаре 30 января 2017 года покинул команду и перешёл в «Бордо». Сумма трансфера составила 3 млн евро, личный контракт футболиста был заключён сроком на четыре с половиной года. 20 ноября 2019 года по соглашению обеих сторон контракт был расторгнут.
21 июня 2020 года присоединился к клубу ЦСКА из Софии. За «армейцев» в национальном чемпионате он сыграл 12 матчей и забил 3 гола. Был стартовым игроком во всех 10 матчах еврокубков.
31 января 2021 года подписал контракт с греческим клубом «Панатинаикос».

## Выступления за сборную
Санкаре родился и вырос во Франции, однако родители его родом из Мавритании и Сенегала. Правила ФИФА позволили Юнусу выбирать, какую из трёх стран представлять на международном уровне. В мае 2008 года он дебютировал в составе юношеской сборной Франции в матчах квалификационного турнира к чемпионату Европы среди игроков до 19 лет. В 2008—2010 годах Санкаре выступал за молодёжную сборную Франции, в составе которой сыграл 14 матчей и забил 3 гола.
В 2014 году Санкаре получил предложение от федерации футбола Мавритании выступать за национальную сборную этой страны, однако отверг его, заявив, что планирует выступать за сборную Сенегала. В декабре 2014 года Юнус официально объявил, что будет играть за национальную сборную Сенегала. Дебют Санкаре в сборной состоялся 13 октября 2015 года в товарищеском матче со сборной Алжира. 28 мая 2016 года в товарищеском матче с командой Руанды Юнус забил свой первый гол за сборную.